# Uria (okręg Aluta)
Uria – wieś w Rumunii, w okręgu Aluta, w gminie Sprâncenata. W 2011 roku liczyła 178 mieszkańców. 